# Alter Markt (Parchim)

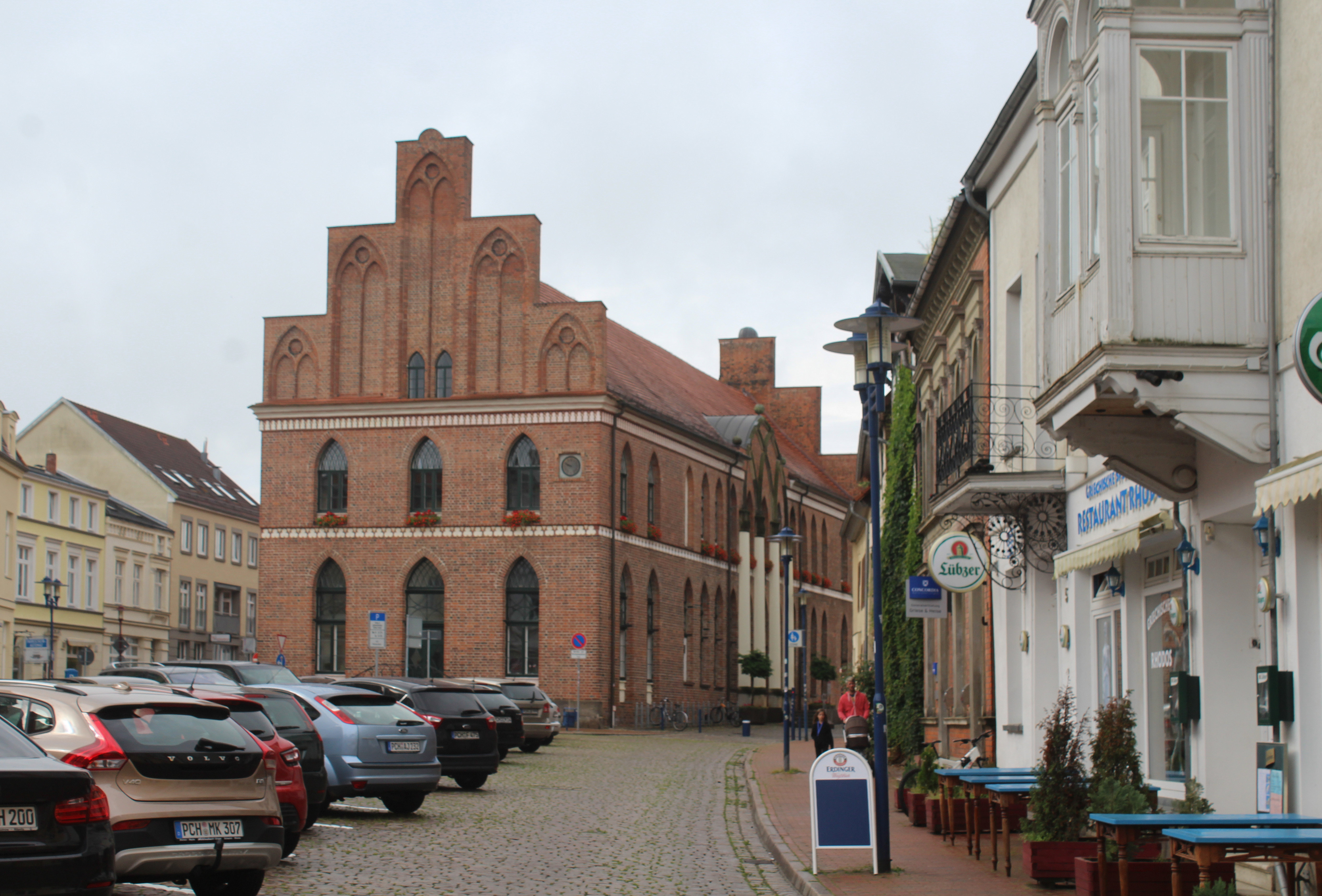
Alter Markt und Rathaus

Der historische Alte Markt in Parchim führt in der östlichen Altstadt in Süd-Nord-Richtung vom Schuhmarkt zur Lindenstraße und zur Straße Marstall. Der Alte Markt war und ist das Zentrum der Kreisstadt im Landkreis Ludwigslust-Parchim.

## Nebenstraßen

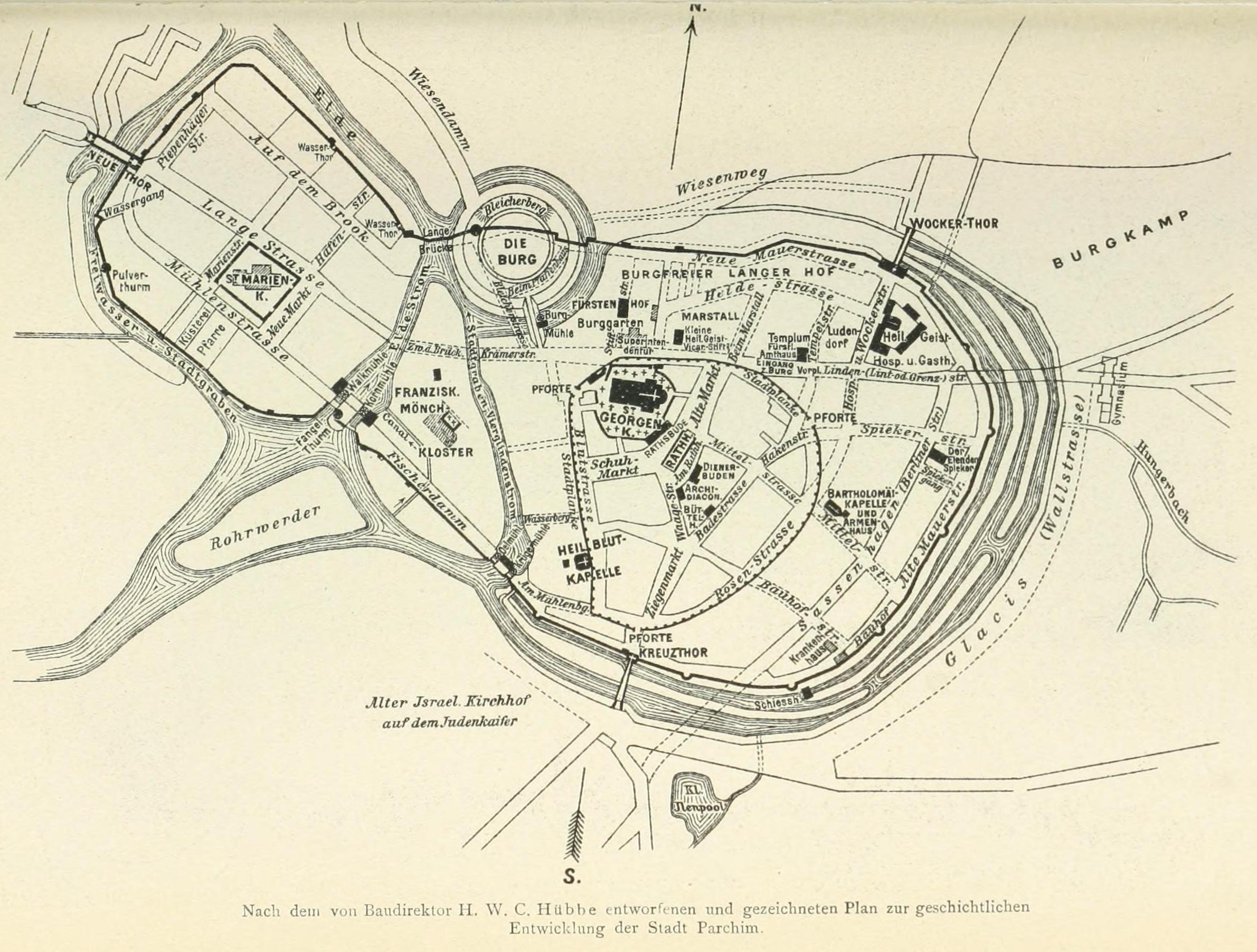
Parchim im Mittelalter

Die Nebenstraßen und Anschlussstraßen wurden benannt als Schuhmarkt, Am Rathaus seit um 1829 nach der Lage (früher Dienerstraße nach den Ratsdienern), Mittelstraße nach ihrer Lage im alten Zentrum innerhalb der alten Stadtmauer um die Altstadt, Lindenstraße nach dem Baum und Marstall nach dem früheren Pferdestall des nur kurze Zeit hier residierenden Landesfürsten.

## Geschichte

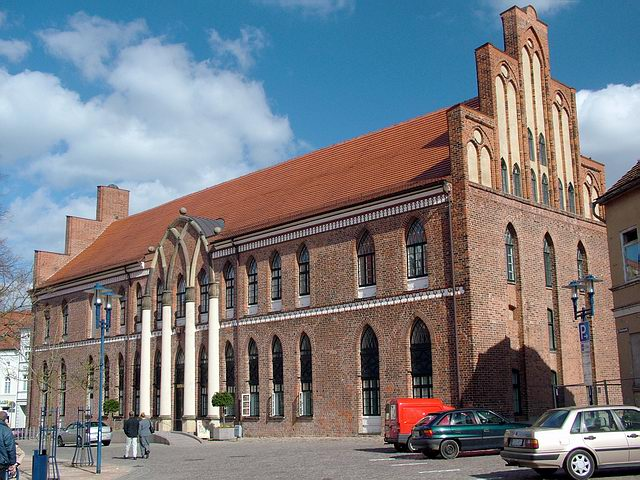
Rathaus am Schuhmarkt

### Name
Um den Alten Markt entstand im frühen Mittelalter die östliche Altstadt von Parchim. Danach entwickelte sich auch eine westliche Gemeinde als Neustadt. Beide Orte schlossen sich 1282 zusammen und das westliche Zentrum und die Marienkirche wurden als Neuer Markt benannt; zeitgleich wurde der Alte Markt erwähnt.

In der DDR-Zeit hieß der Platz Ernst-Thälmann-Platz.

### Entwicklung

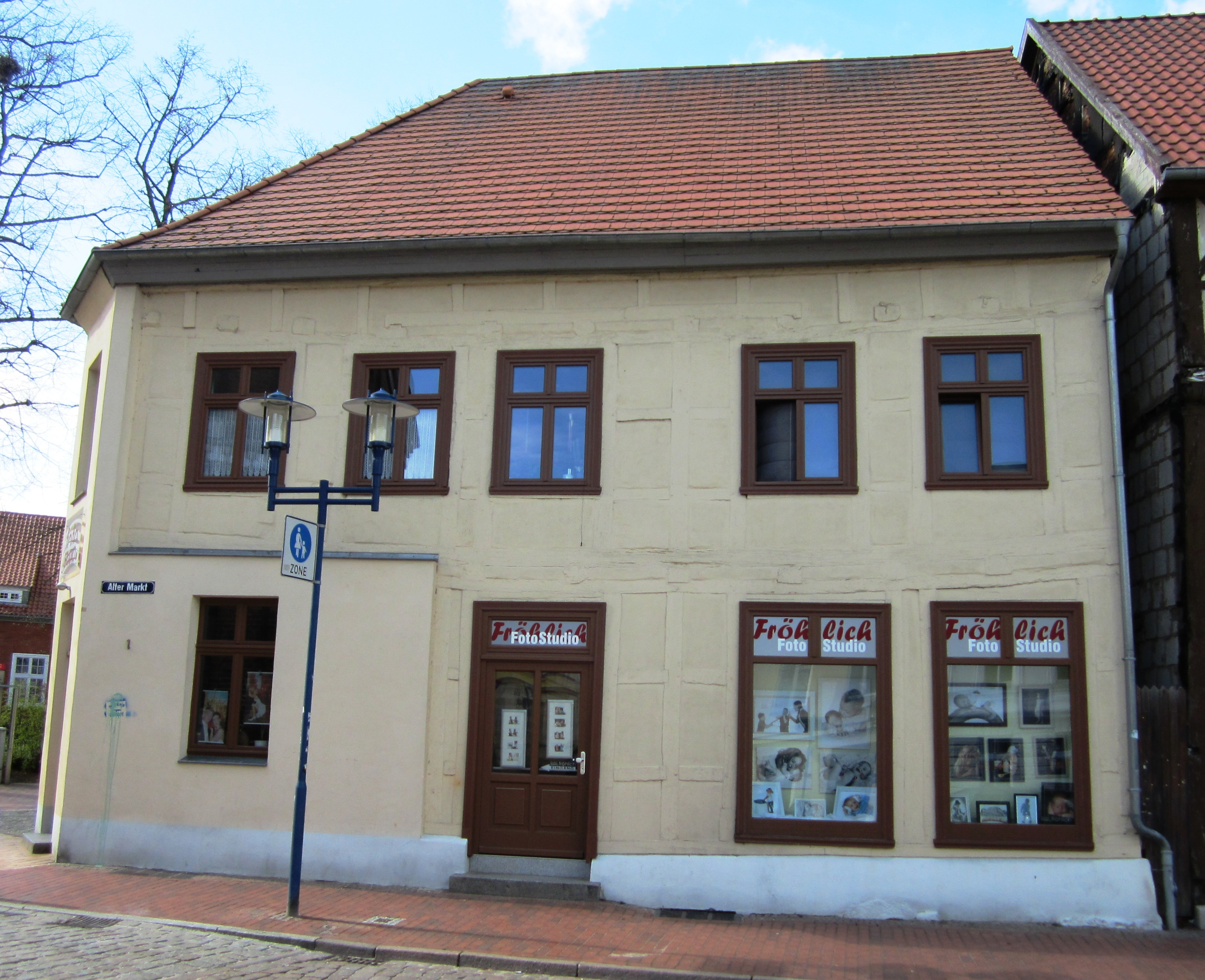
Nr. 1

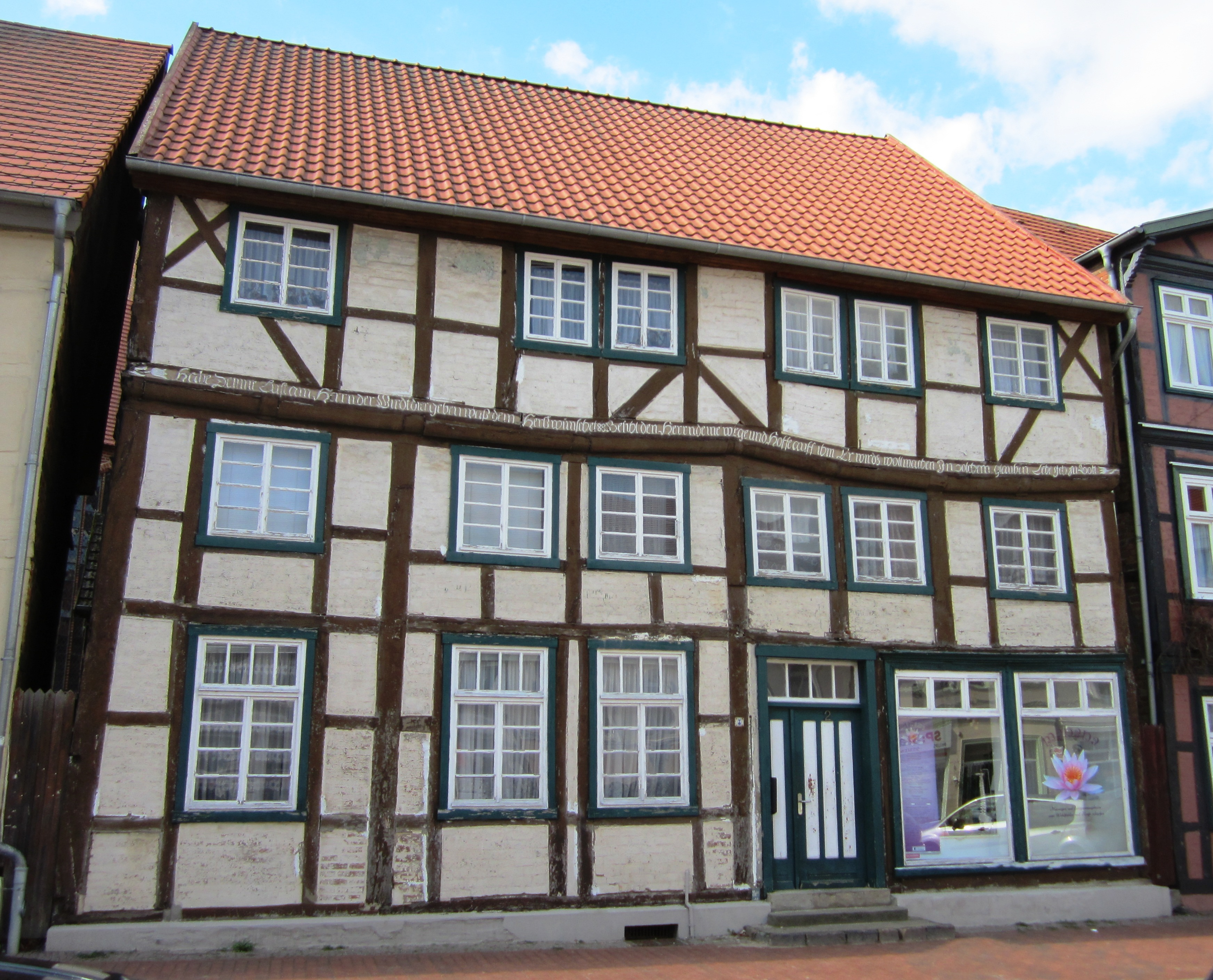
Nr. 2

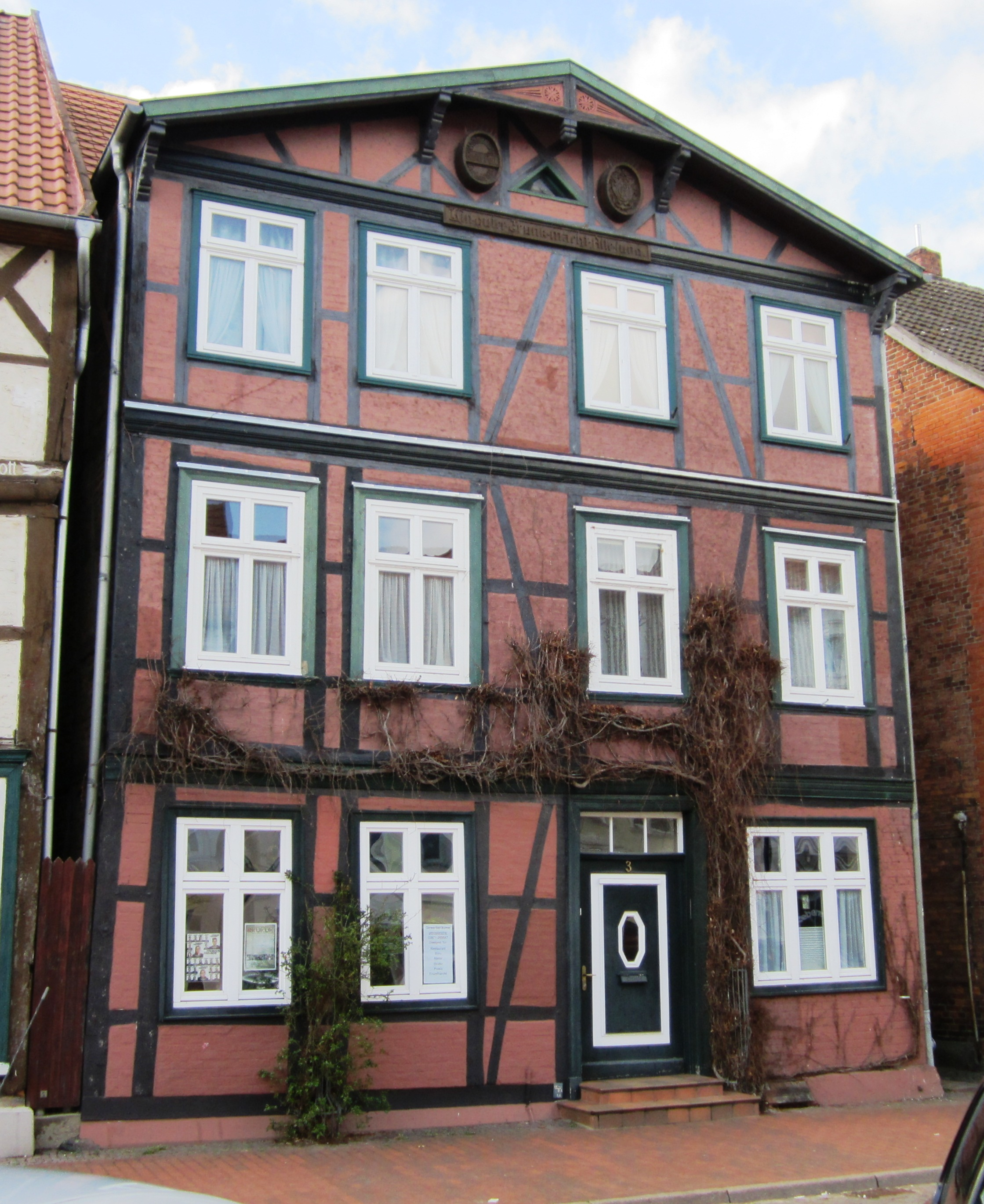
Nr. 3

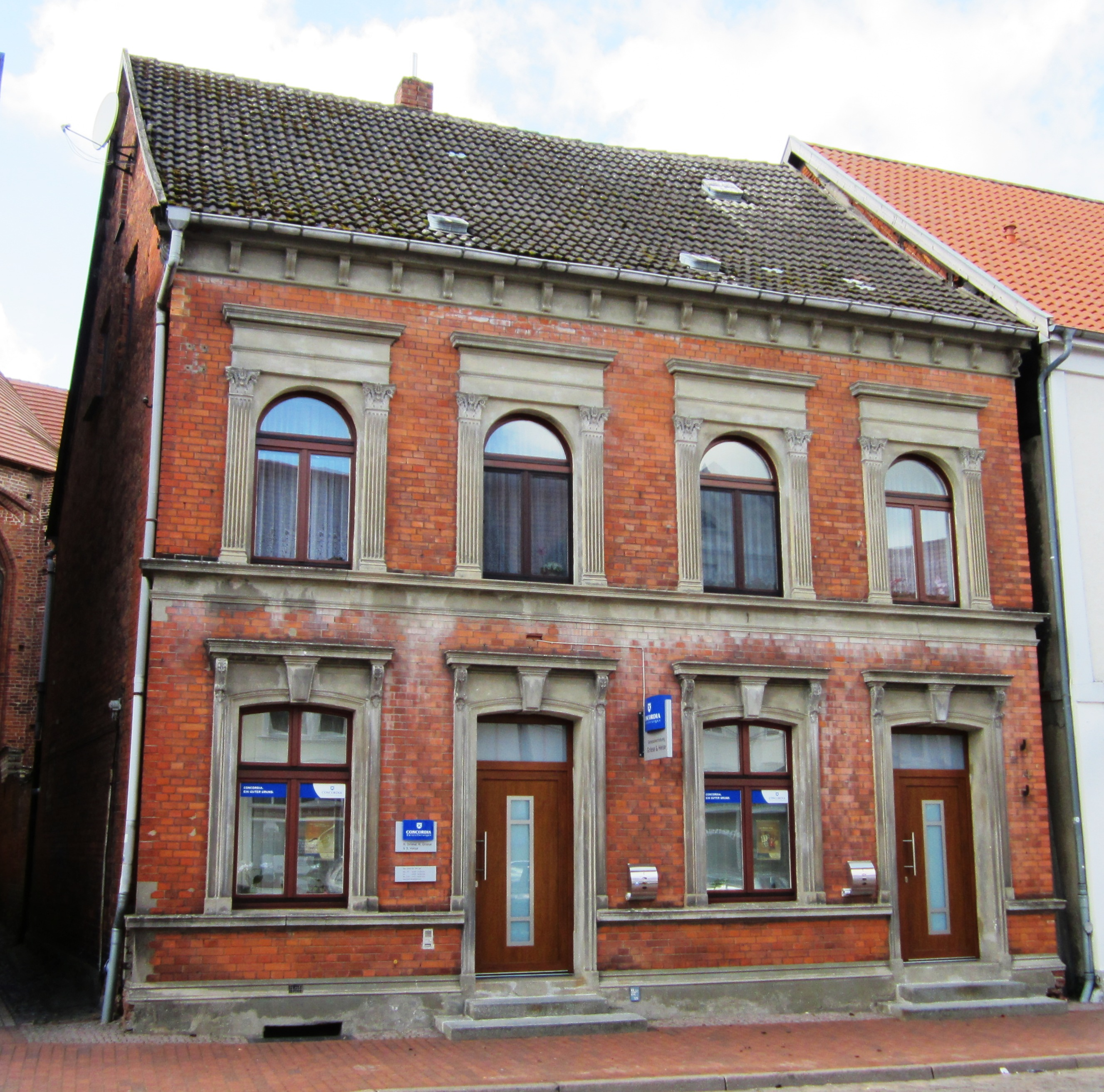
Nr. 4

Im Frühmittelalter bestand eine slawische Siedlung. 1170 wurde die Burg erwähnt, in der von 1238 bis 1248 der Landesfürst residierte. 1282 schlossen sich die alte Stadt und die Neustadt von 1240 zusammen. 1289 brannte ein Teil der Altstadt ab. 1612 vernichtete ein weiterer Brand große Teile der Stadt.
Das Rathaus stammt ursprünglich aus dem 14. Jahrhundert. Deren offene Arkaden mit sechs Spitzbögen zum Alten Markt sind nicht erhalten. 1818 wurde der Bau für das nach Parchim verlegte Mecklenburgische Oberappellationsgericht umgebaut.
Ab 1991 wurden die historische Altstadt und so auch der Platz und ihre Häuser im Rahmen der Städtebauförderung saniert. Der Alte Markt dient heute zumeist als Parkplatz. Das Zentrum für das Einkaufen ist heute in der Altstadt im Bereich der Blutstraße und der östlichen Langen Straße zu finden.

## Gebäude, Anlagen (Auswahl)
An der Straße stehen zwei- bis dreigeschossige Häuser. Die mit (D) gekennzeichneten Häuser stehen unter Denkmalschutz.
- 2-gesch. 15-achsiges Rathaus Parchim (D) mit Treppengiebel und mittlerem reich dekorierten Risalit; der frühere gotische Backsteinbau stammt ursprünglich aus dem 14. Jahrhundert, 1818 klassizistischer Umbau für das Mecklenburgische Oberappellationsgericht nach Plänen von Johann Georg Barca, ab 1840 wieder Rathaus, 1995 saniert[4]

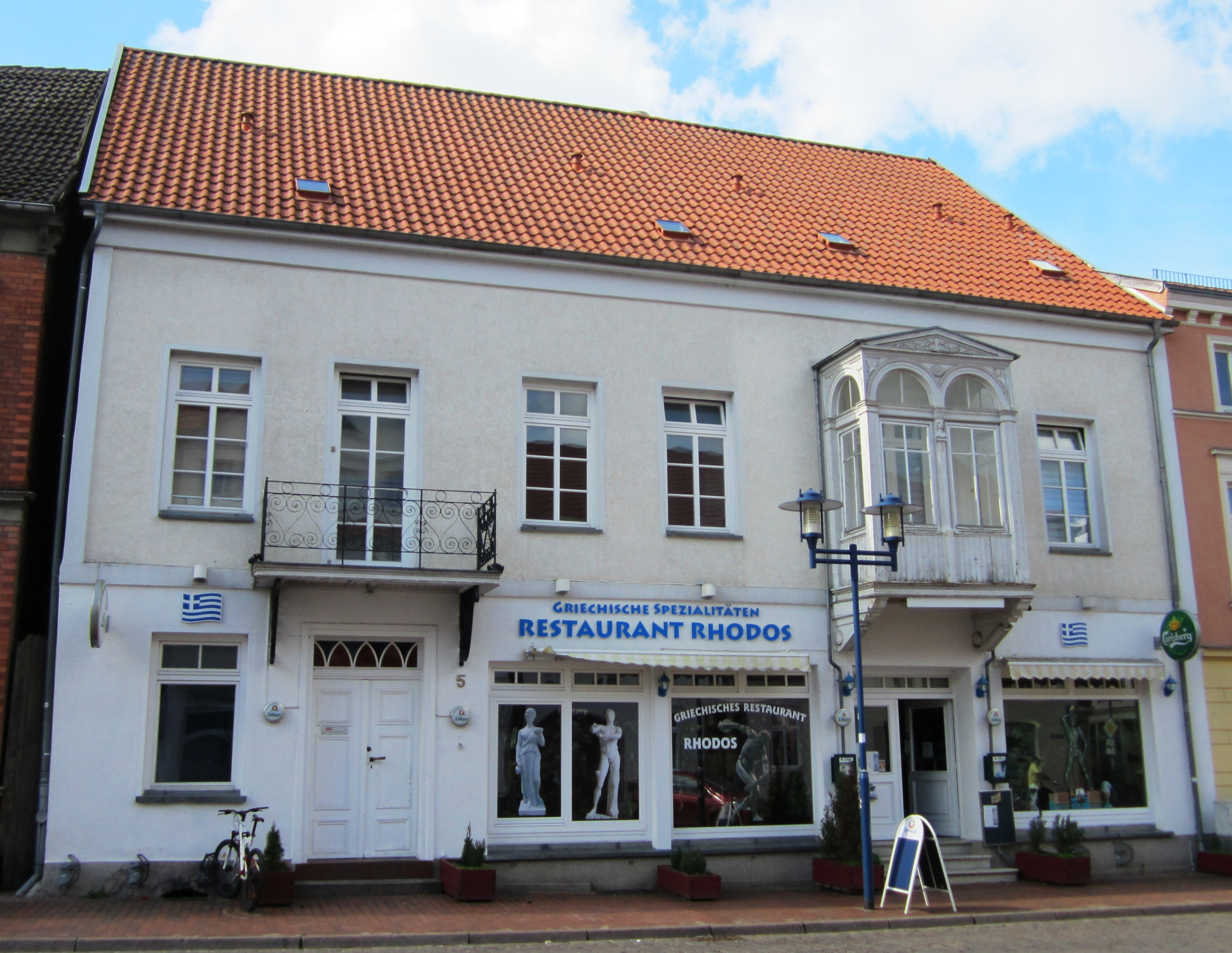
Nr. 1: 2-gesch. verputztes Wohnhaus (D)
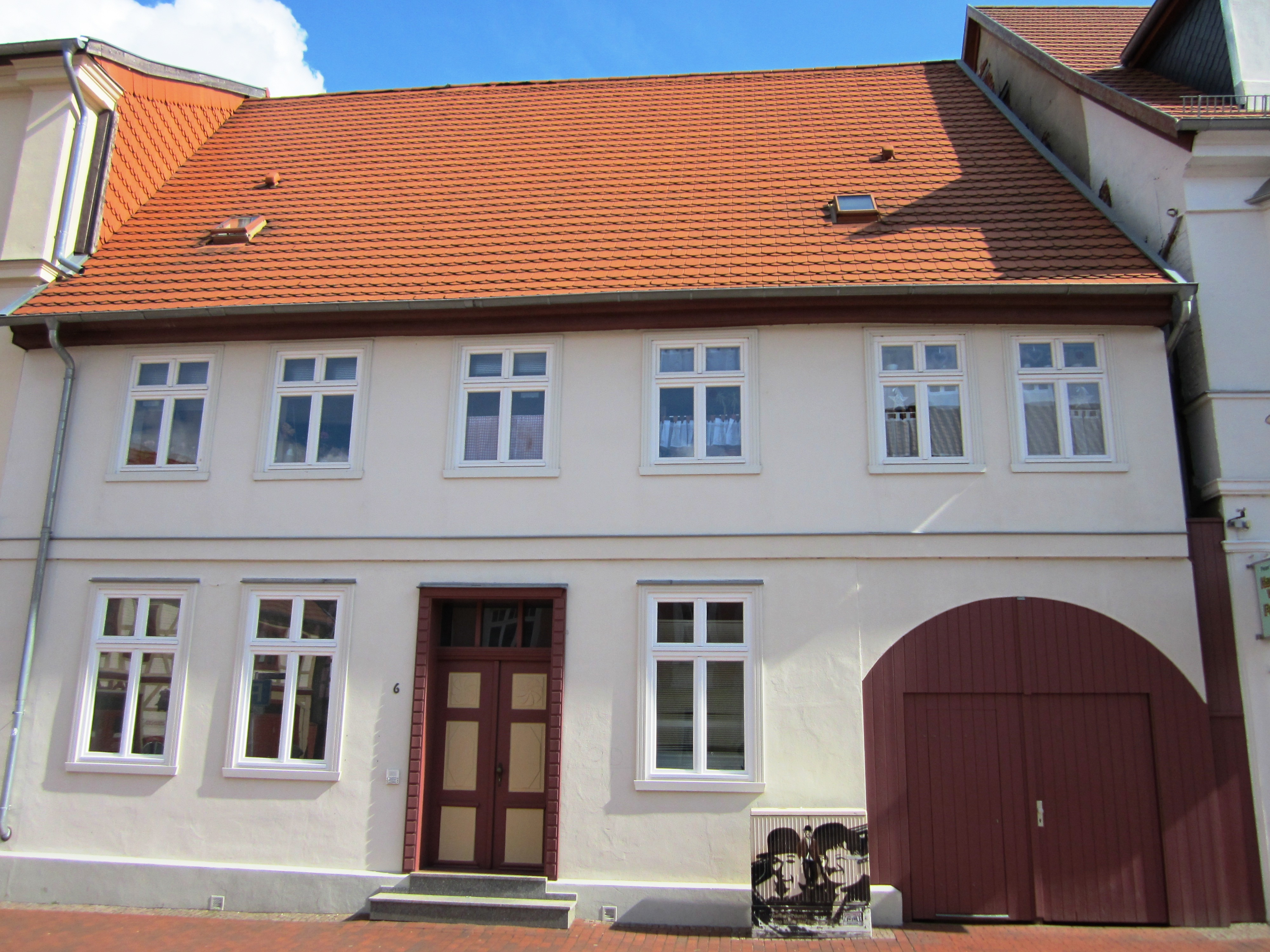
Nr. 2: 3-gesch. barockes Wohnhaus von 1618 mit früherem Speicher (D), Fachwerkhaus
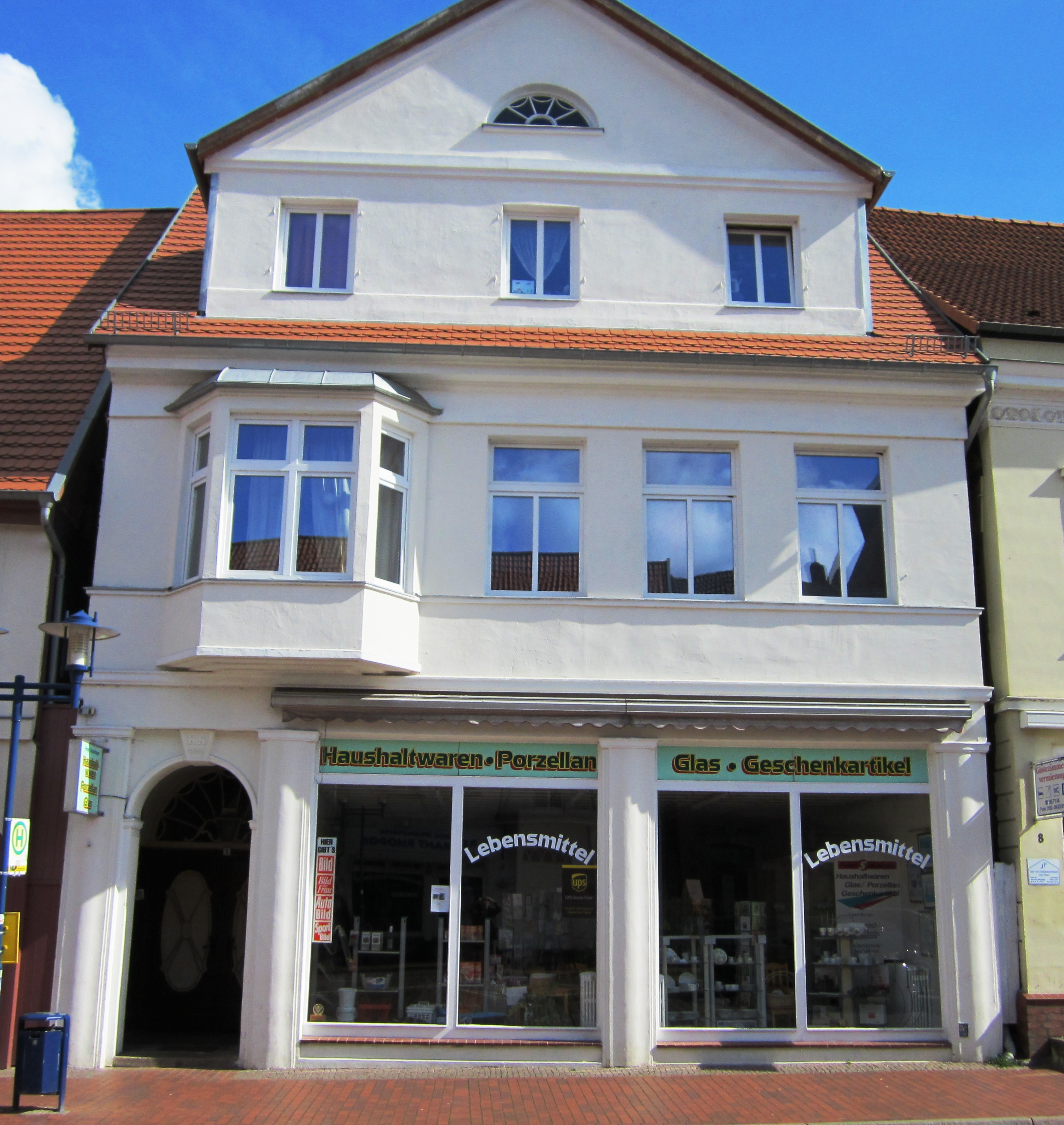
Nr. 3: 3-gesch. Wohn- und Geschäftshaus (D), Fachwerk-Giebelhaus, von 1953 bis 1966 Sitz des Stadtmuseums, das aus dem baufälligen Haus umziehen musste (ab 1974 Lindenstraße 38)
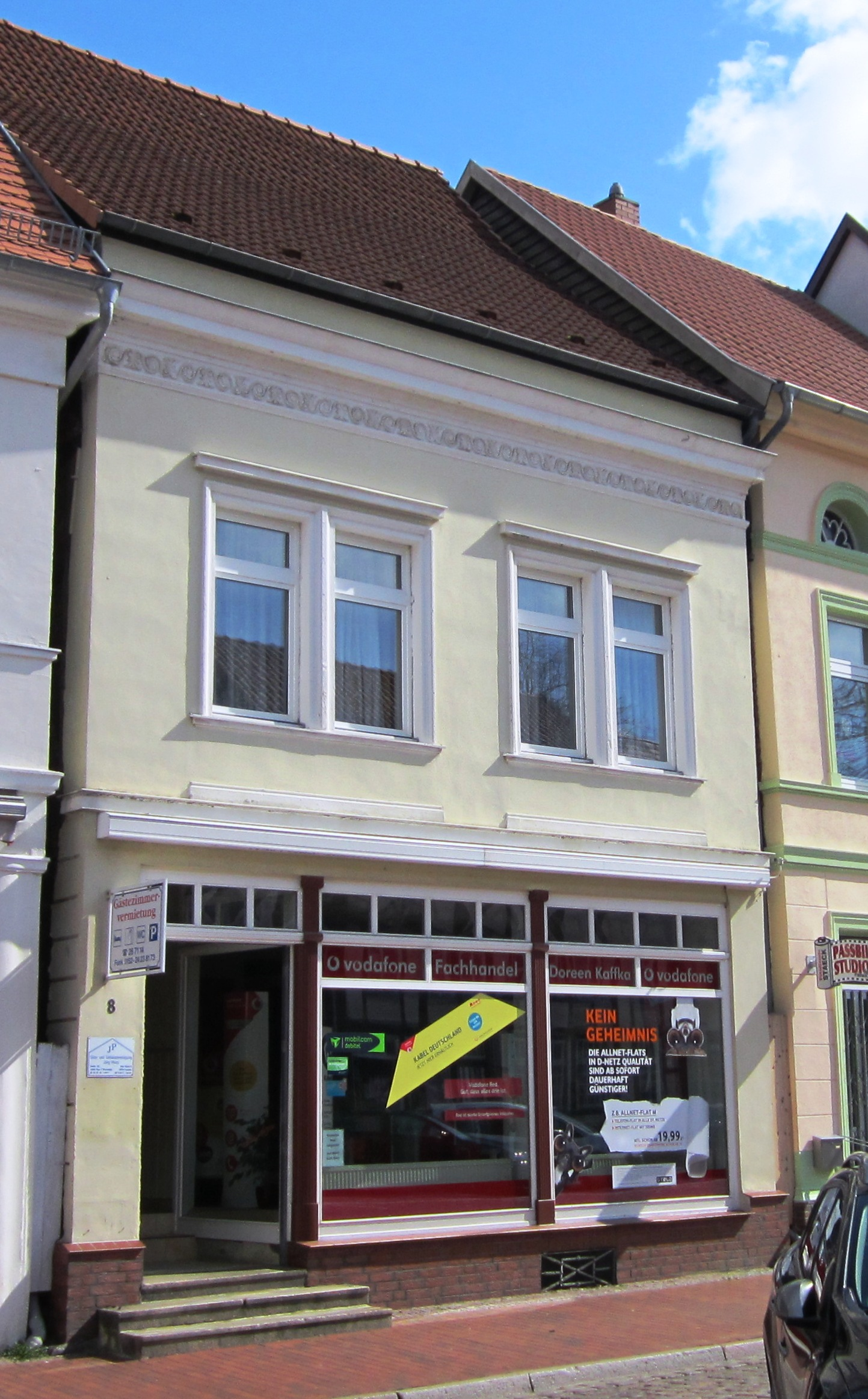
Nr. 4: 2-gesch. klassizistisches verklinkertes Wohnhaus (D)
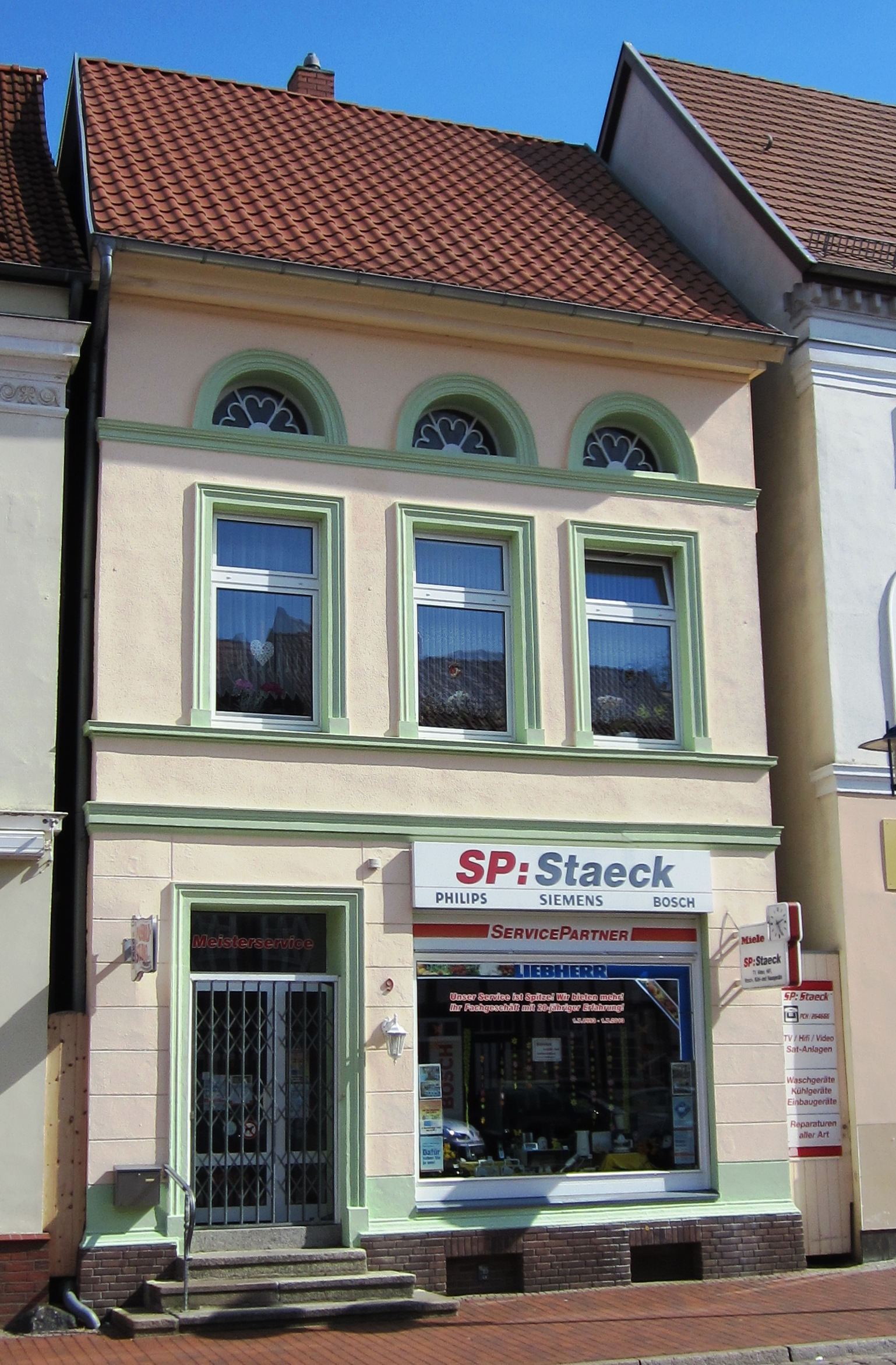
Nr. 5: 2-gesch. verputztes Wohn- und Geschäftshaus (D), heute mit Restaurant
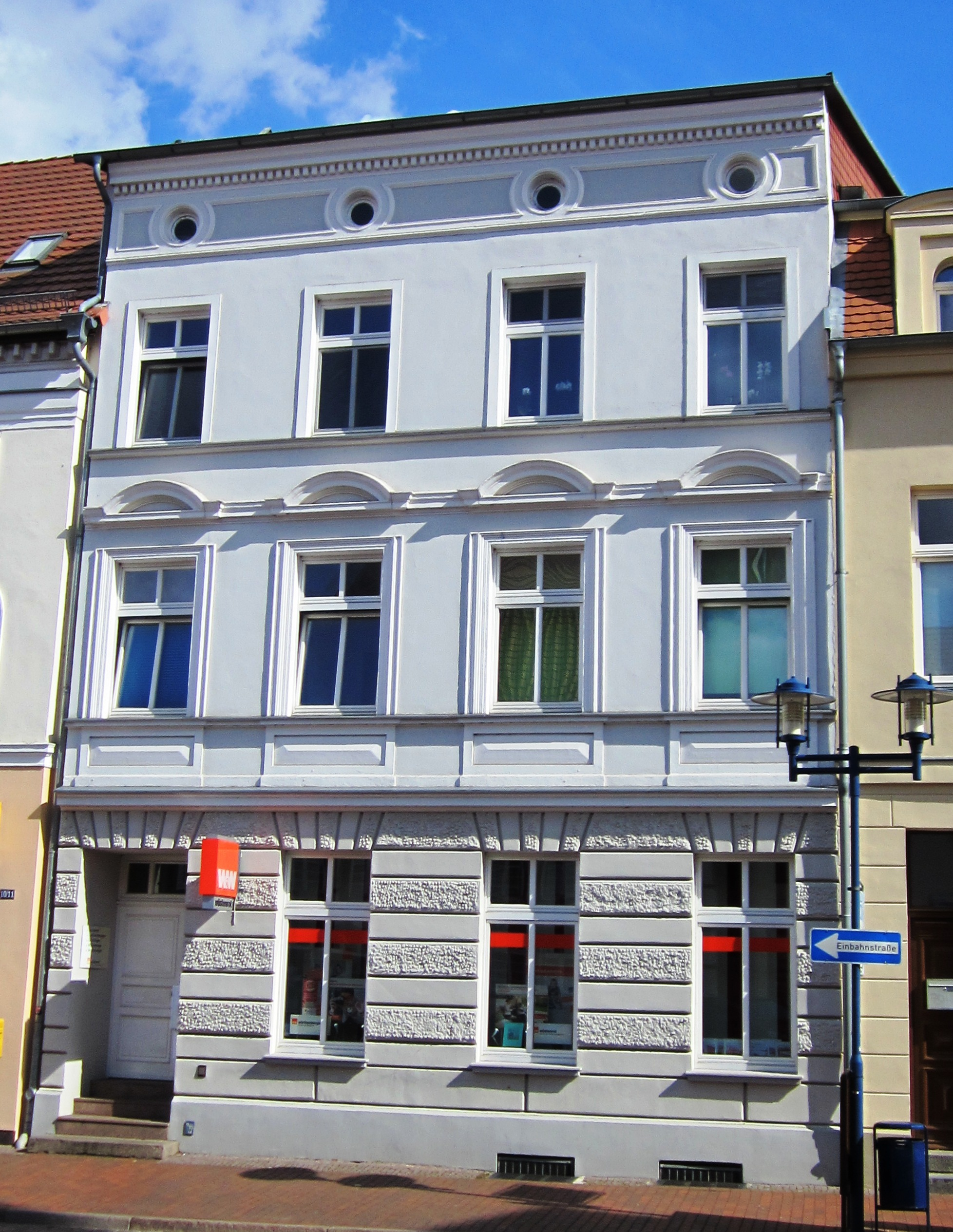
Lindenstraße Nr. 50: 2-gesch. Wohn- und Geschäftshaus (D), Eckhaus zum Markt
- Lindenstraße Nr. 49: 2-gesch. Wohn- und Geschäftshaus, Eckhaus zum Markt
- Nr. 6: 2-gesch. verputztes Wohn- und Geschäftshaus (D)
- Nr. 7: 2-gesch. verputztes Wohn- und Geschäftshaus (D) mit großem Dachhaus sowie Erker
- Nr. 8: 2-gesch. verputztes Wohn- und Geschäftshaus (D), heute auch  Familienpension
- Nr. 9: 3-gesch. verputztes Wohn- und Geschäftshaus (D)
- Nr. 10/11: 3-gesch. verputztes Wohnhaus (D)
- Nr. 12: 3-gesch. verputztes Wohn- und Geschäftshaus (D) mit Mezzaningeschoss
- Lindenstraße Nr. 6: 3-gesch. barockes Giebelhaus Parchim von 1605/1650 (D), saniert 2020 als Wohnhaus für Behinderte und als Begegnungsstätte